# إيما بونتون
إيما لي بونتون (بالإنجليزية: Emma Bunton) (ولدت في 21 يناير 1976) مغنية بوب إنجليزية وكاتبة أغاني وممثلة، بونتون معروفة كعضوة ناجحة في فرقة فتيات التوابل التي انطلقت في التسعينات، وكانت تلقب بـ «التبولة الطفلة» بما أنها أصغر عضوة في الفرقة، وكانت تلبس العديد من الملابس المدهشة والتي تشابه إلى حد بعيد ملابس دمى الأطفال

## وصلات خارجية
- إيما بونتون على موقع IMDb (الإنجليزية)
- إيما بونتون على موقع ميتاكريتيك (الإنجليزية)
- إيما بونتون على موقع الموسوعة البريطانية (الإنجليزية)
- إيما بونتون على موقع روتن توميتوز (الإنجليزية)
- إيما بونتون على موقع قاعدة بيانات الأفلام العربية
- إيما بونتون على موقع ألو سيني (الفرنسية)
- إيما بونتون على موقع ميوزك برينز (الإنجليزية)
- إيما بونتون على موقع تيرنر كلاسيك موفيز (الإنجليزية)
- إيما بونتون على موقع أول موفي (الإنجليزية)
- إيما بونتون على موقع قاعدة بيانات الأفلام السويدية (السويدية)